# Wilhelm Molterer
Wilhelm Molterer (Steyr, 14 maggio 1955) è un politico austriaco, esponente del Partito Popolare Austriaco.

## Biografia
Già vice-cancelliere e Ministro delle Finanze dal gennaio 2007 al dicembre 2008 durante il governo di grande coalizione guidato dal socialdemocratico Alfred Gusenbauer, dal novembre 1994 al febbraio 2003 è stato Ministro dell'Agricoltura.
Ha guidato il Partito Popolare Austriaco in vista delle elezioni parlamentari del 2008, che hanno visto la vittoria del Partito Socialdemocratico d'Austria.